# Грудзень-Ляс
Грудзень-Ляс (пол. Grudzeń-Las) — село в Польщі, у гміні Славно Опочинського повіту Лодзинського воєводства.
Населення — 204 особи (2011).
У 1975-1998 роках село належало до Пйотрковського воєводства.

## Демографія
Демографічна структура станом на 31 березня 2011 року:
|          | Загалом | Допрацездатний вік | Працездатний вік | Постпрацездатний вік |
| -------- | ------- | ------------------ | ---------------- | -------------------- |
| Чоловіки | 106     | 27                 | 71               | 8                    |
| Жінки    | 98      | 19                 | 61               | 18                   |
| Разом    | 204     | 46                 | 132              | 26                   |